# Moggridgea eremicola
Moggridgea eremicola är en spindelart som beskrevs av Griswold 1987. Moggridgea eremicola ingår i släktet Moggridgea och familjen Migidae.
Artens utbredningsområde är Namibia. Inga underarter finns listade i Catalogue of Life.